# Mercer County (Kentucky)
Mercer County is een county in de Amerikaanse staat Kentucky.
De county heeft een landoppervlakte van 650 km² en telt 20.817 inwoners (volkstelling 2000). De hoofdplaats is Harrodsburg.

## Bevolkingsontwikkeling

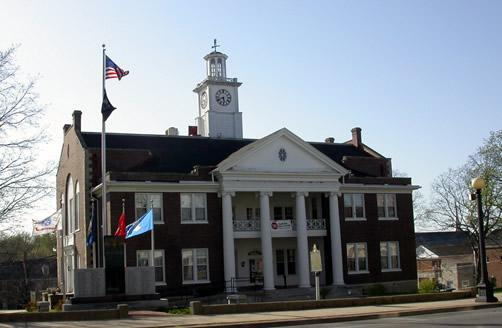
Mercer County Courthouse